# Landgericht Leslau
Das Landgericht Leslau war ein deutsches Gericht der ordentlichen Gerichtsbarkeit im Bezirk des Oberlandesgerichts Posen mit Sitz in Leslau.

## Geschichte
Das Landgericht Leslau wurde während der deutschen Besetzung Polens 1939 mit Erlass vom 26. November 1940 als Landgericht im Bezirk des Oberlandesgerichtes Posen gebildet. Der Sitz des Gerichtes war Leslau. Sein Sprengel umfasste die Stadt Leslau und die Kreise Leslau, Gasten, Kutno und Warthbrücken. Dem Landgericht wurden folgende Amtsgerichte zugeordnet:
| Amtsgericht          | Sitz     |
| -------------------- | -------- |
| Amtsgericht Chodecz  | Chodecz  |
| Amtsgericht Gostynin | Gostynin |
| Amtsgericht Kutno    | Kutno    |
| Amtsgericht Kolo     | Kolo     |
| Amtsgericht Leslau   | Leslau   |

Im Jahre 1945 wurde der Landgerichtsbezirk wieder unter polnische Verwaltung gestellt. Damit endete auch die kurze Geschichte des Landgerichtes Leslau und seiner Amtsgerichte. Wieder unter polnischer Verwaltung entstand das Sąd Okręgowy we Włocławku.

## Sondergericht Leslau
Am Landgericht Leslau war das Sondergericht Leslau eingerichtet. Dieses fällte eine Vielzahl von Unrechtsurteilen, insbesondere gegen Polen.